# Eliyahu Berligne
Eliyahu Berligne (אליהו ברלין est un homme politique israélien.

## Biographie
Il est né en Biélorussie en 1866. Jeune il s'inscrit dans la mouvement Amants de Sion et assiste au Premier congrès sioniste à Bâle en 1897.
Il s'installe en Palestine mandataire en 1905 et s'installe à Jaffa. Il crée une fabrique d'olive et de savon à Haïfa. Il est membre créateur du Parti progressiste (Israël). Il devient trésorier de l'agence juive de 1920 à 1948.  
En 1948, il fut parmi les signataires de la Déclaration d'indépendance de l'État d'Israël. Il devient plus tard manager à la banque Bank Hapoalim.